# Sedum przewalskii
Sedum przewalskii là một loài thực vật có hoa trong họ Crassulaceae. Loài này được Maxim. miêu tả khoa học đầu tiên năm 1883.